# Nokia 7110
De Nokia 7110 is een mobiele telefoon die werd gefabriceerd door de Finse fabrikant Nokia. Het model werd uitgebracht in 1999.
Het was de eerste telefoon met Series 40, met een WAP-browser en met T9-tekstinvoer.
De Nokia 7110 had een uitschuifbare veerbelaste kap, net zoals de telefoon die Neo in de film The Matrix gebruikte, maar dat was een aangepaste Nokia 8110 waarvan het normale model geen kap had die door een veer werd uitgeschoven.